# Klasztor Franciszkanów w Panewnikach
Klasztor Franciszkanów w Panewnikach – neoromański zespół klasztorny powstały w latach 1903–1908 wraz z przyległą kalwarią w katowickiej dzielnicy Ligota-Panewniki, siedziba franciszkańskiej Prowincji Wniebowzięcia NMP w Polsce.
Klasztor zbudowany został w 1906 roku. Bazylikę konsekrowano w 1908 roku. Kalwarię Panewnicką wznoszono w latach 1905–1963.

## Historia

### Idea powstania
Idea fundacji klasztoru w Panewnikach zrodziła się w gronie księży z Górnego Śląska: Ludwika Skowronka z Bogucic, Augustyna Schumanna z Mikołowa, Ludwika Tunkla z Kochłowic oraz Reinholda Schirmeisena z Bytomia. Celem ich starań było objęcie lepszą opieką duszpasterską stale zwiększającej się liczby wiernych. Wzrost liczby ludności uzależniony był od rozwoju miejscowego przemysłu. Pierwsi zakonnicy franciszkańscy przybyli do Starych Panewnik 22 grudnia 1902 z klasztoru na Górze św. Anny, należącego do Kustodii św. Jadwigi z siedzibą we Wrocławiu. Również Panewniki należały w tym czasie do archidiecezji wrocławskiej. Do pierwotnej wspólnoty należeli: o. Kamil Bolczyk, o. Wilhelm Rogosz, o. Tacjan Hanke i br. Ubald Miera.

### Budowa kompleksu
Staraniem tych franciszkanów wzniesiono najpierw kopię groty lourdzkiej, do dzisiaj istniejącą na terenie przyległym do konwentu na Kalwarii Panewnickiej. Grotę poświęcono 27 sierpnia 1905. Wzrost kultu maryjnego sprzyjał zwiększeniu ruchu pielgrzymkowego do Panewnik z pobliskich miejscowości. Fundację wsparły również zamożne rody katolickie Ballestermów, Schaffgotschów i Donnersmacków. Zadanie zaprojektowania całego kompleksu klasztornego, tzn. kościoła i konwentu wraz z zapleczem, powierzono franciszkaninowi Mansuetusowi Frommowi z prowincji saksońskiej. Kierownikiem budowy został majster murarski z Bytomia Franciszek Neuman. Prace zostały rozpoczęte 4 października 1905, kamień węgielny wmurowano 1 lipca 1906. Przy budowie zatrudnionych było 200 robotników, pochodzących przede wszystkim z terenu Panewnik i Ligoty. Prace kowalskie i stolarskie wykonywali bracia zakonni. Zakonnicy zamieszkali w klasztorze 29 września 1906. Kościół ukończono dwa lata później. Prace nad kalwarią trwały jeszcze do 1963.

## Wspólnota zakonna
Nową placówkę zakonną powstałą w Panewnikach podniesiono do rangi konwentu, którym zarządza gwardian, w 1907. Od samego początku duża liczba braci wpłynęła na ukonstytuowanie się przy gwardianie rady, nazywanej w Zakonie Braci Mniejszych dyskretorium konwentu. Zarząd ekonomiczny klasztoru spoczywał w rękach syndyka apostolskiego – instytucja zniesiona w XX wieku. Klasztor należał administracyjnie do 1911 do Kustodii św. Jadwigi we Wrocławiu, która z kolei podlegała prowincjałowi saksońskiemu. Konwent został włączony do Prowincji Niepokalanego Poczęcia NMP w Wielkopolsce 17 marca 1923, stając się tym samym siedzibą kurii prowincjalnej i jej głównym ośrodkiem duszpasterskim. Nazwę prowincji zmieniono 13 października 1932 na Prowincja Wniebowzięcia NMP w Polsce. W okresie przed II wojną światową większość braci mieszkających w klasztorze była rzemieślnikami. W latach 1929–1939 Panewniki posiadały własne wydawnictwo z drukarnią. Bracia kapłani prowadzili pracę duszpasterską w kościele klasztornym oraz pomagali w okolicznych parafiach diecezjalnych, m.in. głosząc misje święte i rekolekcje. Ostatecznie decyzją bpa katowickiego Stanisława Adamskiego 12 lutego 1934 powstała w Panewnikach samodzielna parafia.
W ciągu swej ponad stuletniej historii klasztor był: siedzibą kurii prowincjalnej i rezydencją ministra prowincjalnego, siedzibą Kolegium Serafickiego (niższe seminarium duchowne, lata 1922-1928), domem nowicjackim dla braci zakonnych (1932–1938), siedzibą wydawnictwa prowincjalnego (1929–1930), domem formacji początkowej (seminarium duchowne i juniorat dla braci zakonnych).

## Formy duszpasterstwa
Bracia mniejsi z konwentu panewnickiego od samego początku pracowali w środowisku dwujęzycznym i dwunarodowościowym. Spotykali się przez to z różnego rodzaju trudnościami, czego echem może być prowadzona w prasie lokalnej dyskusja przy okazji powstania pomnika św. Jadwigi Śląskiej na placu Klasztornym w 1912. Poza zwykłymi formami duszpasterstwa parafialnego po 1934 zakonnicy opiekowali się licznymi bractwami. Dla nich wybudowano tzw. Dom Związkowy (obecnie ul. Związkowa). Do Panewnik przybywano na odpusty: św. Antoniego Padewskiego, Porcjunkuli, św. Ludwika, św. Franciszka i św. Barbary. Tak kształtowało się panewnickie sanktuarium; oficjalne sanktuarium maryjne od 1954, kiedy to kościołowi nadano drugi patronat Wniebowzięcia NMP. Z duchowości franciszkańskiej wyrastał kult Wcielenia Pańskiego i budowa Panewnickiej Betlejki oraz Męki Pańskiej i budowa stacji Drogi Krzyżowej na Panewnickiej Kalwarii.
W 1966 powstał Franciszkański Ośrodek Duszpasterstwa Akademickiego (FODA). Franciszkanie byli też duszpasterzami sióstr zakonnych, przede wszystkim służebniczek, które po przeciwnej stronie ul. Panewnickiej mają swój dom prowincjalny. Gdy wybudowano szpitale na terenie Ligoty, bracia zostali kapelanami szpitalnymi. Do panewnickiej wspólnoty należeli i należą bracia pracujący na polskich uczelniach wyższych, m.in. Katolickim Uniwersytecie Lubelskim i Uniwersytecie Papieskim Jana Pawła II w Krakowie. Do tej ostatniej uczelni afiliowane jest Wyższe Seminarium Duchowne oo. Franciszkanów św. Bonawentury w Katowicach, mające swoją siedzibę w panewnickim klasztorze.

## Czasy obecne
W 1974 papież Paweł VI nadał kościołowi klasztornemu tytuł bazyliki mniejszej. Rok wcześniej cały obiekt wraz z przyległą kalwarią został przez wojewódzkiego konserwatora zabytków wpisany do rejestru zabytków województwa katowickiego. Do ważniejszych prac w sensie przebudowy na terenie klasztoru zaliczyć należy: urządzenie nowej siedziby seminarium w 1983, adaptację pomieszczeń kuźni na refektarz w 1989 i przebudowę prezbiterium bazyliki w 1990.
Klasztor w Panewnikach jest obecnie siedzibą:
- kurii prowincjalnej
- prowincjałatu
- archiwum prowincjalnego
- biblioteki prowincji (45600 woluminów – katalog FIDES 2023)
- domu formacji początkowej
- seminarium duchownego
- Towarzystwa Metafizycznego im. A. N. Whiteheada[12]
- parafii zakonnej
- duszpasterstwa akademickiego (FODA)
- muzeum misyjnego
- sekretariatu ewangelizacji misyjnej
- herbarium

## Przełożeni
Od chwili powstania klasztoru gwardianami wspólnoty panewnickiej byli następujący zakonnicy:
- o. Kamil Bolczyk – prezes (1902–1906)
- o. Wilhelm Rogosz – prezes (1906–1907), gwardian (1907–1908)
- o. Engelbert Mierzowski – gwardian (1908)
- o. Maurus Kluge – gwardian (1908–1910)
- o. Wilhelm Rogosz – gwardian (1910–1915)
- o. Augustyn Gabor – gwardian (1915–1918)
- o. Ksawery Zgolik – gwardian (1918–1920)
- o. Placyd Szczygieł – gwardian (1920–1921)
- o. Bonifacy Wiesiołek – gwardian (1921)
- o. Augustyn Gabor – gwardian (1921–1926)[13]
- o. Kolumban Sobota – gwardian (1926–1929)
- o. Grzegorz Moczygęba – gwardian (1929–1931)
- o. Bonawentura Cichoń – gwardian (1931–1940)
- o. Ansgary Malina – gwardian (1940–1941)
- o. Michał Porada – gwardian (1941–1945)
- o. Innocenty Glensk – gwardian (1945–1953)
- o. Stefan Hawlicki – gwardian (1953–1956)
- o. Damascen Janosz – gwardian (1956–1959)
- o. Bernardyn Grzyśka – gwardian (1959–1962)
- o. Korneliusz Czech – gwardian (1962–1965)
- o. Alojzy Jański – gwardian (1965–1968)
- o. Ksawery Moczek – gwardian (1968–1971)
- o. Hieronim Dłubis – gwardian (1971–1974)
- o. Benigny Piechota – gwardian (1974-77)
- o Tytus Semkło – gwardian (1977–1983)
- o. Gabriel Kiliński – gwardian (1983–1986)
- o. Damian Szojda – gwardian (1986–1991)
- o. Justyn Widuch – gwardian (1991–1992)
- br. Bronisław Kawecki – gwardian (1992–1995)
- o. Arnold Kołodziejski – gwardian (1995–1998)
- o. Damian Szojda – gwardian (1998–2001)
- o. Alan Rusek – gwardian (2001–2004)
- o. Dymitr Żeglin – gwardian (2004–2013)
- o. Marcelin Jan Pietryja – gwardian (2013–2016)
- o. Sergiusz Bałdyga (od 2016)